# Сазакан
У туркијској митологији, Сазакан је змај, јастреб, сокол или ватрени патуљак који се претвара у вртлог. Ентитет изазива олује.
Сазакан је дух повезан са доношењем кише и града. Његов утицај на ове падавине може бити позитиван, резултирајући количином кише корисне за пољопривреду, или негативан, са сушом, пљусковима или градом. Сазакани такође имају моћ над ветром, који користе за појачавање олуја.
Сазакани живе око брда, планина и високих хумки; у пустињи; а понекад и у облацима. У ногајском фолклору, Сазакани су описани као бучни духови и заштитници су облака.